# Парламентские выборы в Тонге (2014)
Парламентские выборы в Тонге прошли 27 ноября 2014 года. Выборы охватили все двадцать шесть выборных мест в однопалатного Законодательного собрания Тонги, хотя монарх действуя по рекомендации своего премьер-министра, сохраняет возможность самостоятельно назначать членов правительства, таким образом предоставляя им неизбираемое по должности место в парламенте. Из 26 депутатов, 17 избираются народом, а 9 — дворянством. Это голосование станет вторым демократическим после выборов 2010 года, проведенным в соответствии с законом о выборах 2010 года, указывающего, что большинство членов Ассамблеи должны быть избираемы народом, а не знатью, а избранный парламент уполномочен давать обязательные консультации королю по поводу назначения премьер-министра.

## Контекст
На парламентских выборах 2010 года, Демократическая партия Дружественных островов во главе с ветераном демократического движения 'Акилиси Похива получила 12 из 17 народных мест, а остальные выиграли независимые кандидаты (представители знати не принадлежат ни к одной политической партии). Похива, ставший депутатом от избирательного округа Тонгатапу 1, стремился занять пост премьер-министра, но дворяне и независимые депутаты доверили задачу формирования правительства Сиале’атаонге Ту’ивакано, де-факто сместив демократов до уровня парламентской оппозиции.
Учитывая, что реформы 2010 года следует рассматривать лишь как первый шаг в процессе демократизации, депутат 'Айсаке Еке от Демократической партии от Тонгатапу 5 в октябре 2013 года внёс на рассмотрение парламента законопроект, который бы разрешил народу избирать премьер-министра напрямую из числа 26 членов парламента, а позже король назначал бы его. Законопроект был отклонен 15 голосами против 6, даже не заручившись поддержкой большинства членов Демократической партии.
Тем не менее, Похива сразу же объявил, что в начале 2014 года его партия представит проект избирательной реформы, согласно которой все 26 депутатов Ассамблеи будут избираться народом, в том числе и дворяне, сохраняняющие свои 9 мест. Похива заявил, что сделает «весь парламент подотчетным народу, а не как у нас сейчас». Между тем, доктор Массейского университета Малакаи Колоаматанги отметил, что в преддверии новых выборов время для такой реформы было выбрано слишком поздно.

## Избирательная система
Королевство Тонга делится на 17 одномандатных округов. Представители дворянства избираются в четырёх округах: 4 депутата из округа, охватывающего острова Тонгатапу и Эуа, 2 из округа от Вавау, 2 из округа от островов Хаапай, и 1 из округа, охватывающего острова Ниуафооу и Ниуатопутапу. В обоих типах округов, применяется мажоритарная избирательная система
Все граждане Тонги достигшие возраста 21 года, не являющиеся знатью, членами королевской семьи, лицами с долгами и умалишёнными, имеют право голоса. В избирательных округах дворянства, право голоса предоставляется наследственным пэрам и простым пэрам, хотя только первые имеют право быть избранными.

## Голосование
Избирательные участки открылись в 9 часов утра, а закрылись в 4 часа вечера. Для участия в выборах было зарегистрировано рекордное количество избирателей — 51 тысяча человек. Кандидатуры в депутаты выдвинули 106 человек, из которых 16 женщин.